# Kuwaitische Davis-Cup-Mannschaft
Die kuwaitische Davis-Cup-Mannschaft ist die Tennisnationalmannschaft Kuwaits.

## Geschichte
1989 nahm Kuwait erstmals am Davis Cup teil. Dabei kam die Mannschaft nie über das Halbfinale in der Asien/Ozeanien-Gruppenzone II hinaus. Bester Spieler ist Mohammad Ghareeb mit 66 Siegen bei insgesamt 45 Teilnahmen. Er ist damit gleichzeitig Rekordspieler seines Landes.